# Bogi Løkin
Bogi Abrahamson Løkin (* 22. oktober 1988) er en færøsk fodboldspiller, som spiller for ÍF Fuglafjørður og for Færøernes fodboldlandshold. Fra 2005 til 2010 spillede han for NSÍ Runavík. Han har før spillet for Færøernes U17, U19 og U21 landshold.
Han er bosat i Runavík.
Bogi Løkin er søn af den tidligere landsholdsiller Abraham Løkin, som var med til at besejre Østrig i 1990.
Bogi Løkin blev internationalt kendt, da han den 11. oktober 2008 i Tórshavn scorede Færøernes enlige mål i kampen mod Østrig, som endte 1:1. 

## Ekstern henvisning
- Bogi Løkin på MySpace